# Timothy Cain
Timothy Cain često potpisivan kao Tim Cain, bio je glavni programer i glavni dizajner za RPG igru Fallout (RPG igra godine 1997.). 

## Karijera
Radio je šest godina u Interplayu prije osnivanja Troika Games. Troika Games je osnovao s dvojicom kolega Leonardom Boyarskyem i Jasonom D. Andersonom. Radeći u "Troika Gamesu" pomogao je u razvoju igri Arcanum: Of Steamworks and Magick Obscura i The Temple of Elemental Evil. U svoj zadnjem projektu u Troika Gamesu prije raspada tvrtke bio je glavni programer za igru Vampire: The Masquerade - Bloodlines.
Za svoj rad na ovim igrama, postao je poznat kao jedan od najutjecajnijih i najuspješnijih programera/dizajnera za RPG igre.
Nakon raspada Troika Gamesa Timothy Cain je izjavio:
"Ostajem u industriji igara ali ću se puno manje isticati nego što sam to radio u Troika Gamesu. Umjesto da pričam o razvoju igara pokušati ću nagovoriti ljude da igraju (ili izdaju) moje igre. Raditi ću ono što me čini sretnim - raditi ću na razvoju igara."
Tim Cain trenutno radi za Carbine Studios, koji razvija MMORPG igru za NCsoft.

## Vanjske poveznice
- Kratka biografija Timothy Caina na mobygames.com
- Carbine Studios - službena stranica